# Frères Jetzler
Les frères Jezler, Lucas (1798-1863, mort à Bahia) et Ferdinand (1799-1881), venus de Schaffhouse, s'établirent au Brésil à la fin des années 1820, et contribuèrent à l'expansion agricole, donnant un coup d'accélérateur à l'histoire de la culture du cacao.
Entre 1826 et 1829, probablement, les deux frères partent pour le Brésil, où ils fondent en 1829 une compagnie de négoce du sucre, matière qu'ils abandonnent rapidement au profit du cacao. Ils étaient associés à Rodolphe Trumpy et s'installèrent à Bahia en 1830.
Après un apprentissage à Schaffhouse, l'aîné, Ferdinand, émigre à Rio de Janeiro entre 1826 et 1829. Son neveu reprit la manufacture Jezler de Schaffhouse, spécialisée dans l'argenterie et la seule toujours en activité en Suisse. D'autres suisses firent le voyage du Brésil à la même époque, comme Louis Brélaz de Lutry, établi en 1837 comme négociant en montres à Belém au Para.